# Praia da Barra de Gramame Sul
Vista da praia de Barra de Gramame Sul

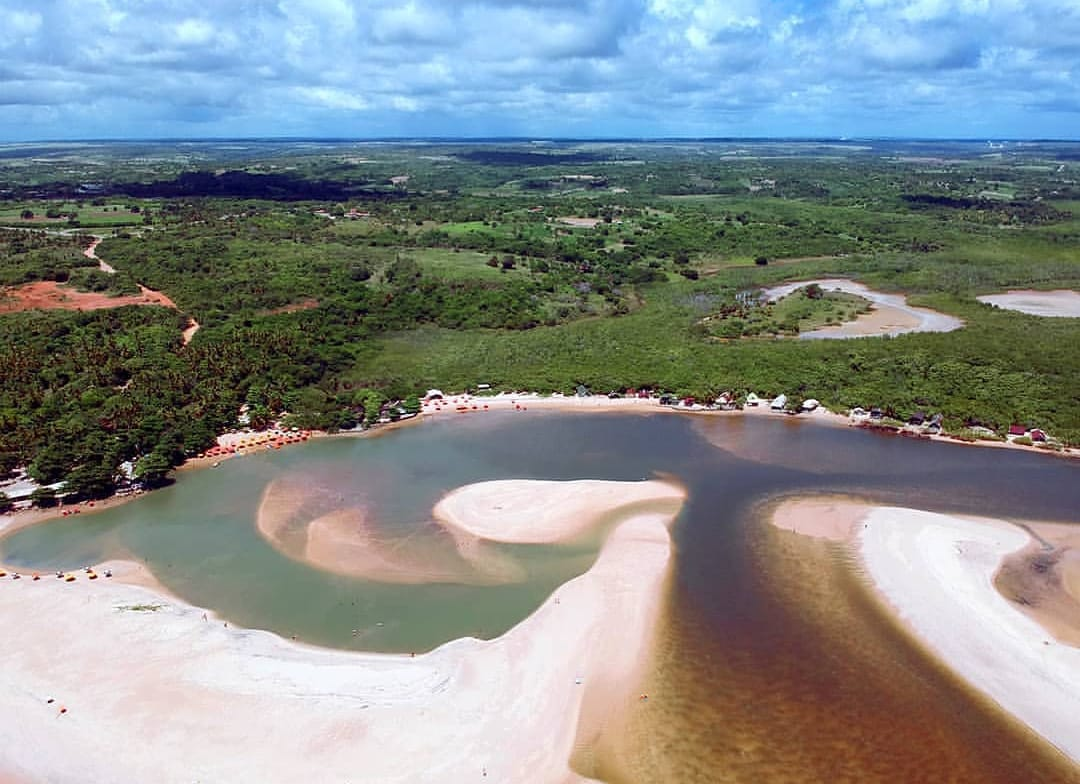
Vista panorâmica da praia de Barra de Gramame Sul

Barra de Gramame Sul é uma praia brasileira, localizada no litoral do município do Conde, no estado da Paraíba. É a primeira praia da Costa do Conde. Leva este nome por causa da foz do Rio Gramame que se encontra com o mar. 
O Rio Gramame marca a divisa de João Pessoa com o Conde, por isso que na Capital paraibana, possui a Praia de Barra de Gramame ou também chamada de Praia de Barra de Gramame Norte, que fica localizado do lado esquerdo do Rio. E á direita do Rio Gramame chama-se Praia de Barra do Gramame Sul, já que trata-se de outro município ao sul do estado. 
A barra de areia que atravessa o rio, forma uma boa área para nadar e coqueiros dão sombra para quem quer descansar. A praia oferece barracas para alimentação, com frutos do mar em geral, e passeios de buggy são autorizados neste trecho da costa. É Praticado esportes como surf, jet ski e Kitesurfe. Além de possuir uma faixa de areia extensa na praia onde se formam inúmeras piscinas naturais quando a maré diminui.